# Посио, Мариго
Мариго Посио (алб. Marigo Posio; 1882—1932) — албанская общественная деятельница, активистка Албанского национального движения, борец за права женщин в Албании.

## Биография
Родилась 2 февраля 1882 года в городе Корча Османской империи в семье Papa Kosta Poçi и Lenka Ballauri. Её сестра Урани была замужем за албанским политиком и драматургом Kristo Floqi, а двое братьев — Нико и Кристо, эмигрировали в США: Нико жил в городе Natick, штат Массачусетс; Кристо — в Солт-Лейк-Сити, штат Юта.
Мариго получила образование в First Albanian School города Корча. В достаточно раннем возрасте вышла замуж за Jovan Posio. Пара в 1904 году переехала в город Влёра, где их дом стал местом для встреч албанских патриотических деятелей. Мариго была членом патриотического клуба Labëria, основанного в городе в 1908 году. Также здесь она стала одним из инициаторов создания албанской школы в 1909 году.

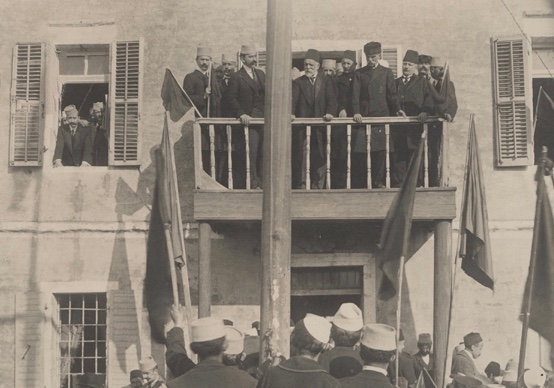
Провозглашение независимости Албании на митинге во Влёре

Когда 28 ноября 1912 года во Влёре была провозглашена Декларация независимости Албании, в городе был поднят флаг, сшитый самой Мариго Посио. Авторитетный албанский политик Lef Nosi сообщал, что чёрный орёл был вырезан из атласа и пришит на красное полотнище. На свои личные средства она сделала несколько копий флага для различных государственных учреждений Влёры.
Мариго была лидером женской организации Albanian Women Organization, основанной в мае 1914 года, которая, в частности, помогала раненым солдатам пограничной войны Албании и Греции.
В феврале 1921 года она начала издание своей книги Shpresa shqiptare («Албанская надежда»), состоявшей из шести частей (выпусков). Позже у неё начались трудности с детьми и сама она заболела туберкулезом. О её забытом вкладе в дело независимости Албании напомнил политик и драматург Kristo Floqi, подчеркнув, что Мариго Посио не получила статус ветерана, как многие другие участники событий 1912 года. Албанская патриотка умерла забытой 23 февраля 1932 года в городе Влёра и была похоронена на кладбище Zvërnec Monastery.
Её именем была названа одна из школ города Влёра.